# Kenttäsaari (ö i Syysjärvi, Enare)
Kenttäsaari, nordsamiska: Kieddsuálui, enaresamiska: Gieddesuolu, är en ö i Finland. Den ligger i sjön Syysjärvi och i kommunen Enare i den ekonomiska regionen Norra Lappland och landskapet Lappland, i den norra delen av landet, 1 000 km norr om huvudstaden Helsingfors. Öns area är 2,8 hektar och dess största längd är 310 meter i nord-sydlig riktning.